# The Merciless (película)
The Merciless (en hangul, 불한당: 나쁜 놈들의 세상; hanja: 不汗黨: 나쁜 놈들의 世上; romanización revisada del coreano: Bulhandang: Nabbeun Nomdeului Sesang) es una película surcoreana de 2017 dirigida por Byun Sung-hyun y protagonizada por Sol Kyung-gu y Im Si-wan. Se estrenó en su país el 17 de mayo de 2017, y el 24 del mismo mes se exhibió fuera de concurso en la sección de Midnight Screenings del 70.º Festival de Cine de Cannes.

## Sinopsis
La historia trata sobre la lealtad y la traición entre el líder de un establecimiento penitenciario, Han Jae-ho, y un recluso que en realidad es un policía encubierto, Hyun soo; ambos se unen para hacerse cargo de una pandilla.

## Reparto
- Sol Kyung-gu como Jae-ho.[3][4]
- Im Si-wan como Hyun-soo.[5][6]
- Kim Hee-won como Byung-gab.[7]
- Jeon Hye-jin como Chun In-sook.[8][9]
- Lee Geung-young como Byung-chul.[10]
- Jang In-sub como Min-chul.[11]
- Kim Ji-hoon como Jung Sik.
- Lee Ji-hoon como el fiscal Oh.
- Choi Byung-mo como el capitán Choi.[12][13]
- Moon Ji-yoon como Young-geun.
- Nam Ki-ae como la madre de Hyun-soo.[14]
- Jin Seon-kyu como el jefe de la Sección de Seguridad Penitenciaria.[15]
- Park Gwang-jae.[13]
- Park Soo-young como el pastor Jang.

### Aparición especial
- Heo Joon-ho como Kim Sung-han.

### Cameos
- Shin So-yul como modelo 1 del anuncio Ocean Trading.
- Kim Bo-mi como modelo 2 del anuncio Ocean Trading.[16]
- Lee Mi-so como modelo 3 del anuncio Ocean Trading.
- Kim Sung-oh como Jung Seung-pil, uno de los primeros miembros de Ocean Trade.[17]

## Estreno
Antes de su estreno local, la película se vendió por adelantado en 85 países, incluidos Francia, los Países Bajos, Bélgica, Japón, Australia, India, Taiwán, Filipinas y Singapur, en el Hong Kong Film Mart de 2017. Según la distribuidora CJ Entertainment, la película se vendió posteriormente a otros países, llegando a un total de 117 en todo el mundo.
La película fue estrenada en los cines franceses el 28 de junio de 2017 por ARP Distributors.

## Recepción
La película recibió una ovación de siete minutos al final de su proyección ante 2300 espectadores en el Festival de Cine de Cannes de 2017.
Michele Halberstadt de ARP Films elogió la película por su guion, dirección y personajes.
Según el Korean Film Council, la película encabezó la taquilla coreana el primer día de estreno y vendió 95.261 entradas. El segundo día bajó al segundo lugar y no volvió a ocupar más el primero. La actuación del director Byun Sung-hyun no ayudó al éxito de la película: con anterioridad había publicado en redes sociales comentarios despectivos contra candidatos presidenciales, regiones del país, otras películas e incluso contra las mujeres. Todo ello causó cierta polémica y alejó a parte del público, a pesar de haber pedido disculpas.
Al final de su período de exhibición, The Merciless se había proyectado en 860 salas para 965 977 espectadores, dejando una taquilla de 5 622 000 dólares norteamericanos.

### Crítica
Según Jason Bechervaise (ScreenDaily), «tejiendo entre diferentes líneas de tiempo dentro y fuera de la prisión durante un período de varios años, The Merciless proporciona una narrativa con suficiente historia de fondo, al mismo tiempo que la conecta con los eventos que conducen al enfrentamiento final sin volverse demasiado complicada [...] Los episodios de humor y la estética colorida de la película yuxtapuestos con sus temas más oscuros y la violencia pueden parecer contradictorios, pero funcionan».
Stephen Dalton (The Hollywood Reporter) escribe sobre la película que «la violenta saga del inframundo de Byun Sung-Hyun aporta pocas novedades al género, pero su elenco confiable, sus visuales ingeniosos y su estado de ánimo empapado de testosterona deberían atraer a una audiencia global preparada de fanáticos de asiáticos de acción [...] La fotografía es deliciosa y las secuencias de acción están escenificadas de manera impresionante, [...] pero, en esencia, [...] sigue siendo formal y dramáticamente conservadora, y se mantiene cómodamente dentro de las convenciones del género, evitando la complejidad psicológica en favor de la violencia como espectáculo estetizado».
Maggie Lee (Variety) la define como «un thriller criminal en gran parte genérico en el que un gángster despiadado y su protegido luchan por el dominio dentro y fuera de la prisión, [que] avanza con una energía desenfrenada, pero a los dos tercios de la película los giros de la trama se vuelven tan ridículos que se pierde el interés por cualquier personaje».

## Adaptación
El 28 de diciembre de 2017 CJ E&M, la productora de The Merciless, anunció una adaptación televisiva de la película. Según la compañía, el guion se escribiría en 2018 y el drama se produciría en 2019.

## Premios y nominaciones
| Premio                                         | Categoría                      | Candidato                     | Resultado | Ref.          |
| ---------------------------------------------- | ------------------------------ | ----------------------------- | --------- | ------------- |
| 1st JIMFF Awards                               | Premio JIMFF OST               | Kim Hong-jip y Lee Jin-hee    | Ganadores |               |
| Korean Film Shining Star Awards                | Premio Star                    | Sol Kyung-gu                  | Ganador   | [ 31 ]        |
| 1st The Seoul Awards                           | Mejor película                 | The Merciless                 | Nominada  | [ 32 ] [ 33 ] |
| 1st The Seoul Awards                           | Mejor actor                    | Sol Kyung-gu                  | Nominado  | [ 32 ] [ 33 ] |
| 1st The Seoul Awards                           | Mejor actriz de reparto        | Jeon Hye-jin                  | Nominada  | [ 32 ] [ 33 ] |
| 1st The Seoul Awards                           | Actor más popular (Cine)       | Im Si-wan                     | Ganador   | [ 32 ] [ 33 ] |
| 26th Buil Film Awards                          | Mejor actor de reparto         | Kim Hee-won                   | Ganador   | [ 34 ]        |
| 54th Grand Bell Awards                         | Mejor película                 | The Merciless                 | Nominada  | [ 35 ]        |
| 54th Grand Bell Awards                         | Mejor director                 | Byun Sung-hyun                | Nominado  | [ 35 ]        |
| 54th Grand Bell Awards                         | Mejor actor                    | Sol Kyung-gu                  | Ganador   | [ 35 ]        |
| 54th Grand Bell Awards                         | Mejor actriz de reparto        | Jeon Hye-jin                  | Nominada  | [ 35 ]        |
| 54th Grand Bell Awards                         | Mejor actor de reparto         | Kim Hee-won                   | Nominado  | [ 35 ]        |
| 54th Grand Bell Awards                         | Mejor iluminación              | Park Jeong-woo                | Nominado  | [ 35 ]        |
| 54th Grand Bell Awards                         | Mejor fotografía               | Cho Hyoung-rae                | Nominado  | [ 35 ]        |
| 54th Grand Bell Awards                         | Mejor montaje                  | Kim Sang-beom y Kim Jae-beom  | Nominados | [ 35 ]        |
| 37th Korean Association of Film Critics Awards | Mejor actor                    | Sol Kyung-gu                  | Ganador   | [ 36 ]        |
| 37th Korean Association of Film Critics Awards | Mejor actriz de reparto        | Jeon Hye-jin                  | Ganadora  | [ 36 ]        |
| 37th Korean Association of Film Critics Awards | Top 10 Films                   | The Merciless                 | Ganadora  | [ 36 ]        |
| 38th Blue Dragon Film Awards                   | Best Film                      | The Merciless                 | Nominada  | [ 37 ]        |
| 38th Blue Dragon Film Awards                   | Mejor director                 | Byun Sung-hyun                | Nominado  | [ 37 ]        |
| 38th Blue Dragon Film Awards                   | Mejor actor                    | Sol Kyung-gu                  | Nominado  | [ 37 ]        |
| 38th Blue Dragon Film Awards                   | Estrella popular Award         | Sol Kyung-gu                  | Ganador   | [ 37 ]        |
| 38th Blue Dragon Film Awards                   | Mejor actor de reparto         | Kim Hee-won                   | Nominado  | [ 37 ]        |
| 38th Blue Dragon Film Awards                   | Mejor actriz de reparto        | Jeon Hye-jin                  | Nominada  | [ 37 ]        |
| 38th Blue Dragon Film Awards                   | Mejor fotografía e iluminación | Jo Hyung-rae y Park Jeong-woo | Ganadores | [ 37 ]        |
| 38th Blue Dragon Film Awards                   | Mejor montaje                  | Kim Sang-beom y Kim Jae-beom  | Nominados | [ 37 ]        |
| 38th Blue Dragon Film Awards                   | Mejor música                   | Kim Hong-jip y Lee Jin-hee    | Nominados | [ 37 ]        |
| 38th Blue Dragon Film Awards                   | Mejor dirección artística      | Han Ah-reum                   | Nominado  | [ 37 ]        |
| 54th Baeksang Arts Awards                      | Mejor actor (cine)             | Sol Kyung-gu                  | Nominado  | [ 38 ]        |
| 54th Baeksang Arts Awards                      | Mejor actor de reparto (cine)  | Kim Hee-won                   | Nominado  | [ 38 ]        |
| 54th Baeksang Arts Awards                      | Mejor actriz de reparto (cine) | Jeon Hye-jin                  | Nominada  | [ 38 ]        |
| 54th Baeksang Arts Awards                      | Premio técnico (cine)          | Kim Sang-beom                 | Nominado  | [ 38 ]        |
| 23rd Chunsa Film Art Awards                    | Mejor actor                    | Sol Kyung-gu                  | Nominado  | [ 39 ]        |
| 23rd Chunsa Film Art Awards                    | Mejor actor de reparto         | Kim Hee-won                   | Nominado  | [ 39 ]        |
| 23rd Chunsa Film Art Awards                    | Mejor actriz de reparto        | Jeon Hye-jin                  | Nominada  | [ 39 ]        |